# موزه بیشاپور

سردر موزه بیشاپور

کتیبه ای ساسانی در موزه بیشاپور

موزهٔ بیشاپور یکی از موزه‌های کازرون است که در شهر تاریخی بیشاپور واقع گردیده‌است.
در این موزه اشیا، سنگ‌ها و کتیبه‌هایی از زمان ساسانیان که در شهر تاریخی بیشاپور و حومهٔ کازرون یافت شده‌اند، نگهداری می‌شود.